# Shigeru Suzuki
Shigeru Suzuki (Suzuki Shigeru?, 鈴木茂; Setagaya, 20 dicembre 1951) è un cantautore e chitarrista giapponese.
Divenne noto come chitarrista e compositore del gruppo Happy End, per poi affermarsi come prolifico session-man. Al 2006, Suzuki aveva contribuito a 588 registrazioni.

## Biografia
Prima di entrare a far parte degli Happy End, Suzuki militava negli Sky (スカイ?) con Tatsuo Hayashi e Ray Ohara (Sadistic Mika Band). In seguito allo scioglimento degli Happy End nel 1972, con Haruomi Hosono formò i Caramel Mama (キャラメル・ママ?) con Hayashi, Masataka Matsutoya e Hiroshi Sato nel 1973. Cambiarono nome in Tin Pan Alley (ティン・パン・アレー?) l'anno dopo.
Suzuki pubblicò il suo primo album solista nel 1975: intitolato Band Wagon, venne registrato a Los Angeles con musicisti di una certa caratura, in quanto membri dei gruppi Little Feat, Santana e Sly and the Family Stone.
Suzuki, Hosono e Hayashi riformarono nel 2000 i Tin Pan Alley, togliendo però "Alley" dal nome, e registrarono un album.
Il 17 febbraio del 2009, Suzuki venne arrestati dalla Tōkyō Wangan Kēsatsusyo per aver violato la legge sul controllo della marijuana. Venne condannato a sei mesi di carcere e a tre anni di probatoria il 17 marzo.
Per celebrare i 40 anni di carriera musicale, Suzuki si unì con Ino Hidefumi per una serie di concerti tenutisi il 3 e il 4 aprile 2015. In entrambi i giorni suonarono due volte con l'assistenza di Hayashi e Hama Okamoto.

## Discografia
Album solisti
- Band Wagon (1975)
- Lagoon (1976)
- Caution! (1978)
- Telescope (1978)
- Cosmos '51 (1979)
- White Heat (1979)
- Sei Do Ya (1985)
- Maboroshi no Huckleback (幻のハックルバック? 1989)
- Kujira no Umi ~ Living Whales (クジラの海～Living Whales? 1998)

Tin Pan Alley
- Caramel Mama (キャラメル・ママ? 1975)
- Tin Pan Alley 2 (1977)
- Märchen Pop (メルヘン・ポップ? 1979, cover album)
- Tin Pan (2000)

CBS/Sony Sound Image Series
- Pacific (1978) con Haruomi Hosono e Tatsuro Yamashita
- New York (1978) con artisti vari
- Island Music (1983) con Hosono, Yamashita, Ryūichi Sakamoto, Masataka Matsutoya e Takahiko Ishikawa
- Off Shore (1983) con Hosono, Yamashita, Sakamoto, Matsutoya, Masaki Matsubara e Kazumasa Akiyama